# Большой кайф (фильм)
«Большой кайф» (англ. The Big Easy, 1986) — нео-нуарный фильм режиссёра Джима Макбрайда с Деннисом Куэйдом в главной роли.

## Сюжет
Реми МакСуэйн (Деннис Куэйд) — лейтенант полиции Нового Орлеана, города который местные называют «Большой кайф» — города, живущего в свое удовольствие. Новое дело лейтенанта — убийство местного мафиози, и чем дальше продвигается расследование, тем очевиднее возникают подозрения, что в этом могут быть замешаны сослуживцы из полиции.

## В ролях
- Деннис Куэйд — лейтенант, Реми МакСуэйн
- Эллен Баркин — Энн Осборн
- Нед Битти — капитан, Джек Келлум
- Джон Гудмен — сержант, Андрэ ДеСото
- Грейс Забриски — мама
- Марк Лоуренс — Винни ДиМотти
- Соломон Бёрк — папа
- Джим Гаррисон — судья, Джим Гаррисон

## Критика
Кинокритик Роджер Эберт в Chicago Sun-Times высоко оценил картину, включив её в список лучших американских фильмов года.
На сайте Rotten Tomatoes фильм имеет рейтинг 89 % на основе 37 рецензий.